# Línea Norte (La Plata)
La línea 501, más conocida como Línea Norte, es una línea de colectivos urbana del Partido de La Plata que unen José Hernández y City Bell con la ciudad de La Plata.
La línea es operada por la empresa Unión Platense S.R.L., que opera también las líneas Sur, 202, 214, 273, 290, 411, 418, 520 y 600 Punta Indio.

## Recorrido
Ramales:
- 10 José Hernández - Hospital de Gonnet - Estación Gonnet - Villa Castells - Plaza Italia - Plaza San Martín - Plaza Rocha - Plaza Moreno
- 11 José Hernández - Hospital de Gonnet - Ringuelet - Plaza Italia - Plaza San Martín - Plaza Rocha
- 12 Savoia - Villa Castells - Plaza Italia - Plaza San Martín - Plaza Moreno
- 13 28 y 467 (City Bell) - Plaza Paso - Plaza Moreno - Plaza San Martín - Estación de ferrocarril
- 15 José Hernández - Ringuelet - Estación de ferrocarril - Plaza San Martín - 1 y 60
- 16 República de los Niños - Hospital de Gonnet - Tolosa - Mercado Regional - Estación de ferrocarril - Plaza San Martín - 1 y 60
- 17 José Hernández - Gonnet - Ringuelet - Plaza Italia - Term. de Ómnibus - Estación de ferrocarril - Colegio Nacional Rafael Hernández - Plaza San Martín - Plaza Rocha
- 18 José Hernández - Distribuidor - Tolosa - 7 y 32 - Plaza Italia - Plaza San Martín - Plaza Rocha